# Abadía de Wiblingen

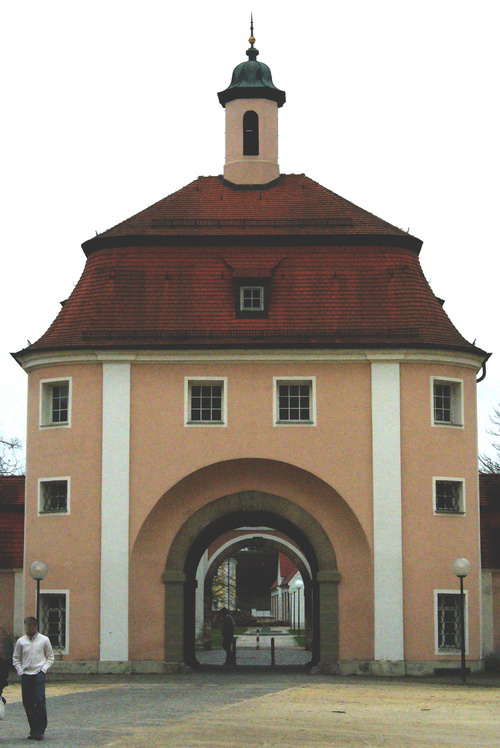
Puerta de la abadía

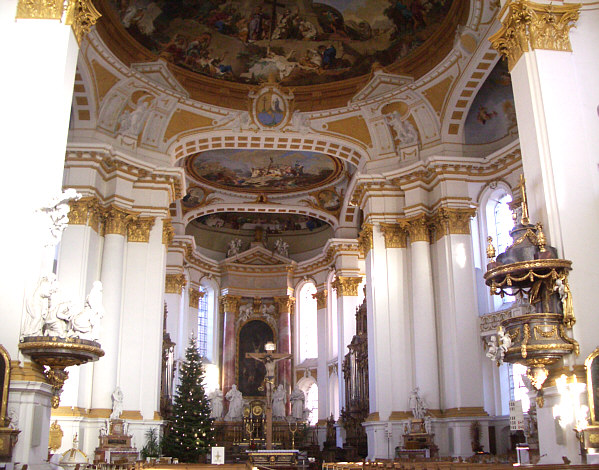
La iglesia abacial

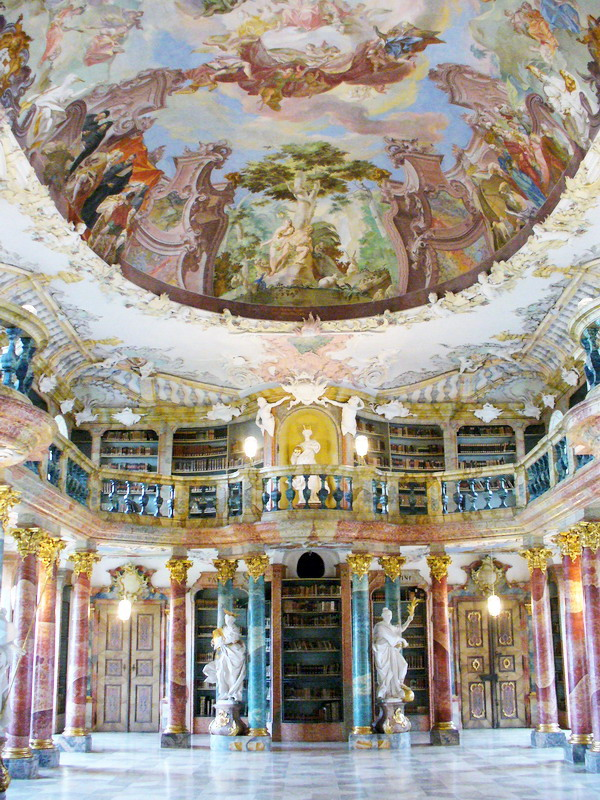
La biblioteca

La abadía de Wiblingen fue una  abadía benedictina alemana de la que se conserva la iglesia abacial, ahora una basílica, y que posteriormente se usó como barracones militares. Actualmente sus edificios albergan diversos departamentos de la Facultad de Medicina de la Universidad de Ulm. La abadía se fundó al sur de la confluencia de los ríos Danubio e Iller, al sur de la ciudad de Ulm en el estado de Baden-Württemberg. Administrativamente, la anterior villa independiente de Wiblingen pertenece ahora a la ciudad de Ulm. La abadía forma parte de la ruta del barroco por la Suabia superior.

## Historia
La abadía de Wiblingen se fundó en 1093 por los condes Hartmann y Otto von Kirchberg. Los condes ofrecieron a los monjes de la abadía de San Blas en la Selva Negra tierras cerca del río Iller, que los monjes usaron para fundar una institución filial. En 1099 se consagraron los primeros edificios. El primer abad fue Werner von Ellerbach. En el mismo año, los condes fundadores ofrecieron a la abadía una astilla de la Vera Cruz que habían adquirido durante su participación en la Primera Cruzada.
Durante la Alta Edad Media y también en la Baja Edad Media, la abadía de Wiblingen fue famosa por su erudición y su educación así como por ser un lugar de ejemplar disciplina monástica debido a su estricta adhesión a la regla de San Benito.
Durante la guerra de los treinta años la abadía sufrió repetidamente por los desastres de la guerra. A iniciativa del abad Johannes Schlegel la reliquia con la Vera Cruz fue escondida para protegerla del saqueo de las tropas suecas protestantes. Sin embargo, tras la retirada de las tropas suecas, no pudo recuperarse la reliquia, pues no quedaba vivo nadie que recordara su escondite, pues todos los testigos de su ocultamiento habían sucumbido víctimas de la peste bubónica. Solo años después se redescubrió la reliquia, emparedada tras un muro.
El estatuto de la abadía como un territorio independiente dentro de la Austria Anterior parece haber traído consigo la renovación en el siglo XVIII de los edificios abaciales, un proceso comenzado en 1714. La mayor parte de los edificios se erigieron en estilo barroco tardío o rococó con la excepción de la iglesia, que se convertiría en uno de los principales ejemplos del Neoclasicismo temprano en el sur de Alemania. Las edificaciones de la abadía medieval habían sido ampliadas y cambiadas continuamente en los siglos anteriores con la iglesia original construida en el estilo románico.

## Hoy día
Actualmente, Wiblingen forma parte de la ruta del barroco por la Alta Suabia. La iglesia y la biblioteca en el ala norte de la abadía están abiertas al público y hay recorridos guiados. El museo de la abadía, abierto en 2006, está ubicado en lo que anteriormente eran las habitaciones de invitados del monasterio.
La iglesia abacial de san Martín se usa como parroquia católica y tiene la condición de basílica menor desde 5 de mayo de 1993, por decisión del papa Juan Pablo II.
El resto del ala norte y lo que anteriormente eran edificios comerciales ahora son parte de la Universidad de Ulm, albergando la escuela de documentación médica.
El ala meridional de la abadía, reconstruida en 1917, es parte de una red local de casas de retiro municipales.

## Para saber más
- Beck, O. (1997). Einstige Kloster- und heutige Pfarrkirche Sankt Martinus in Wiblingen. Päpstliche Basilika. Lindenberg: Kunstverlag Fink. ISBN 3-931820-55-6
- Bölz G. (1922). Die Baugeschichte des Klosters Wiblingen. Stuttgart: Technische Hochschule, diss.
- Braig M. (2001). Wiblingen. Kurze Geschichte der ehemaligen vorderösterreichischen Benediktinerabtei in Schwaben. Weissenhorn: Konrad. ISBN 3-87437-456-4
- Feulner, A. (1925). Kloster Wiblingen. Augsburgo: Filser.
- Kessler-Wetzig, I. (1993). Kloster Wiblingen. Beiträge zur Geschichte und Kunstgeschichte des ehemaligen Benediktinerstiftes. Ulm: Süddeutsche Verlagsgesellschaft. ISBN 3-88294-189-8
- May, J. (2002). Die Bibliothek des Benediktinerklosters Wiblingen. Ulm: Landratsamt Alb-Donau-Kreis. ISBN 3-9806664-7-6
- Münch, I. (1999). Kloster Wiblingen. Múnich: Deutscher Kunstverlag, München. ISBN 3-422-03058-1
- Schwenger, A. (1930). Abtei Wiblingen. Múnich: Zerle.
- Staatsanzeiger-Verlag (ed.) (2006). Wiblingen: Kloster und Museum. Stuttgart: Staatsanzeiger für Baden-Württemberg. ISBN 3-929981-59-9.